# Glenea crucifera
Glenea crucifera é uma espécie de escaravelho da família Cerambycidae.